# Deutsche Nachrichtentruppen
Deutsche Nachrichtentruppen (die F-Flagge) war eine von 1938 bis 1944 erscheinende deutsche militärische Fachzeitschrift. Sie erschien bei Belser in Stuttgart und war Zeitschrift für die Nachrichtentruppe und Truppennachrichtenverbände des Heeres, der Luftwaffe und Waffen-SS, Zeitschrift für das Nachrichtenwesen der Organisation Todt und der Nachrichten-Hitlerjugend sowie Nachrichtenblatt der Kameradschaften des Traditionsverbandes der Nachrichtentruppen.
Als Fortsetzung der Zeitschrift Deutsche Nachrichtentruppen gilt die von 1960 bis 1972 erscheinende Fernmelde-Impulse, deren Nachfolger wiederum die heute noch veröffentlichte F-Flagge ist. Eine Zeitschrift mit ähnlicher Thematik ist Antenne – Zeitschrift für die Führungsunterstützung der Bundeswehr.
Vorgänger der Zeitschrift Deutsche Nachrichtentruppen war von 1925 bis 1937 Die F-Flagge – Fachzeitschrift für militärisches Fernmeldewesen; Organ des Fernmelderings e. V.